# Lixodessa captivella
Lixodessa captivella är en fjärilsart som beskrevs av Herrich-Schäffer 1854. Lixodessa captivella ingår i släktet Lixodessa och familjen stävmalar. Inga underarter finns listade i Catalogue of Life.